# Stanné právo

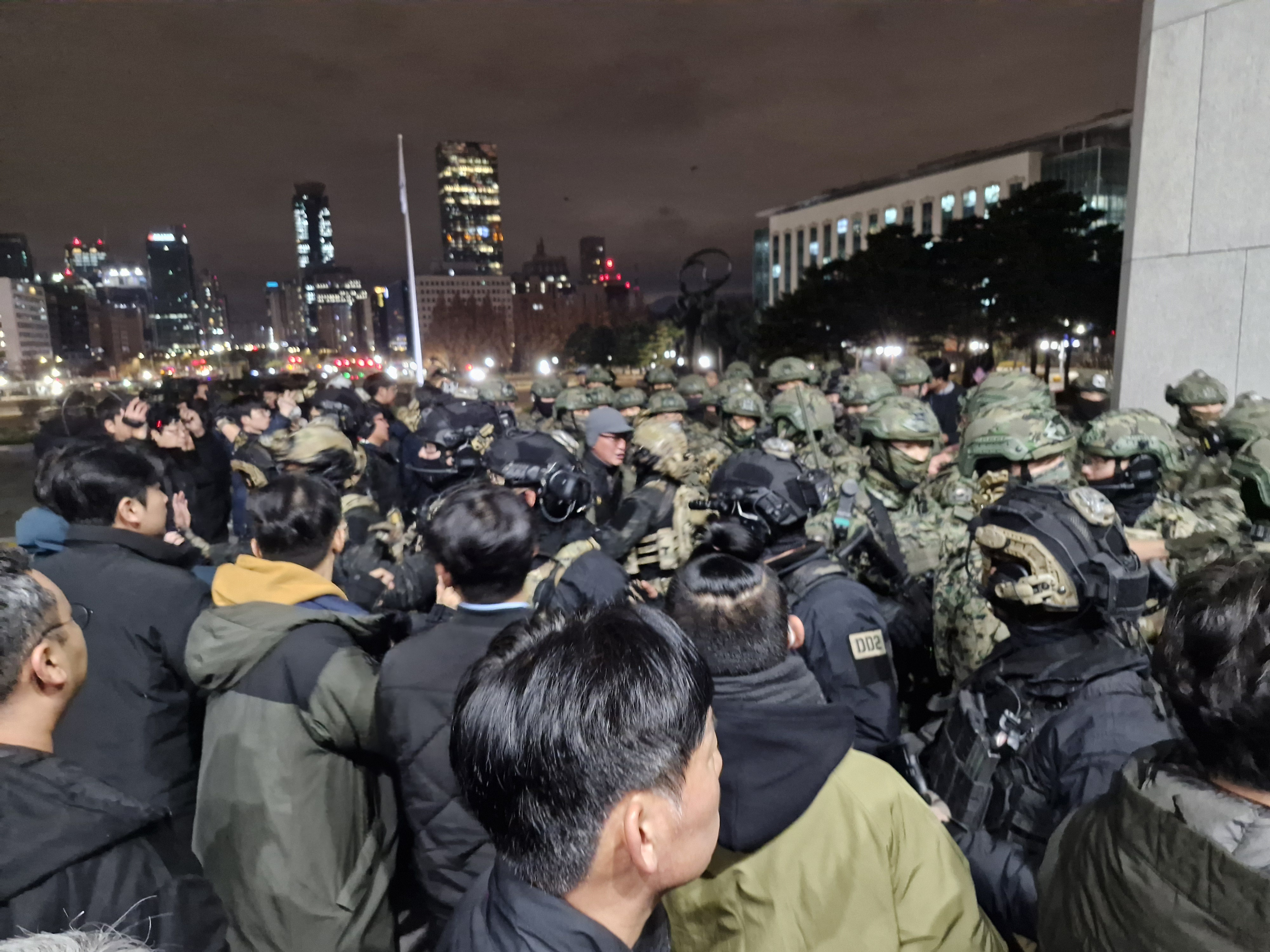
Korejští vojáci při zásahu v parlamentu po vyhlášení stanného práva, 4. prosince 2024

Stanné právo je mimořádné opatření státní moci, které obvykle bývá vyhlašováno v situacích, kdy státní autority považují běžné  instituce za neschopné efektivně vykonávat svou funkci.  Podle okolností může mít stanné právo civilní nebo vojenskou podobu. K jeho zavedení dochází typicky v dobách ozbrojených konfliktů, invazí, státních převratů, rozsáhlých občanských nepokojů, teroristických útoků nebo závažných přírodních katastrof. Stanné právo představuje zásah do základních ústavních pořádků a právních záruk a je obecně považováno za krajní nástroj státní moci. Během platnosti stanného práva dochází k výraznému omezení občanských práv a svobod, včetně svobody pohybu, shromažďování, projevu či vlastnictví zbraní. Mezi běžné jevy doprovázející stanné právo patří přítomnost ozbrojených složek na ulicích, kontrolní stanoviště, zákazy vycházení, domovní prohlídky bez soudního příkazu nebo omezování běžného pohybu a komunikace. Stanné právo obvykle zahrnuje i přenesení soudní pravomoci z civilní justice na vojenské soudy, v některých případech jsou pozastaveny základní právní garance, jako je právo na spravedlivý proces nebo přítomnost obhájce u soudu. Tyto takzvané stanné soudy často uplatňují zjednodušená a zrychlená řízení, s omezeným dokazováním a možností obhajoby, přičemž rozsudky bývají vykonávány bezprostředně po jejich vynesení a mnohdy zahrnují i trest smrti. Opravné prostředky proti takovým rozsudkům zpravidla neexistují. Stanné právo je v tomto ohledu vnímáno jako opatření stojící na pomezí mezi trestním soudnictvím a výkonem státní moci bez plnohodnotných právních záruk. I když je vyhlášení stanného práva spojeno s cílem zajištění bezpečnosti a obnovy veřejného pořádku, zároveň vyvolává otázky ohledně proporcionality zásahu, rizika zneužití moci a ochrany základních práv jednotlivců. V historickém i moderním kontextu se jeho uplatnění často stává předmětem kritiky, a to jak z právního, tak i z etického hlediska.

## Terminologie
Jako stanné právo bývá obvykle z angličtiny překládán pojem martial law (doslova „válečné právo“, „vojenské právo“ nebo „bojové právo“). Tento pojem však označuje specifický institut, který spočívá v mimořádném zavedení vojensko-byrokratického režimu a pozastavení civilních funkcí vlády; odpovídá tak vnitrostátnímu významu pojmu válečný stav, tedy krizovému stavu, kterým vláda zavádí mimořádná opatření v zájmu obrany státu. Přestože stanné právo nemusí mít nutně vojenský charakter, tyto pojmy se významově překrývají a proto bývají někdy zaměňovány.

## Stanné právo podle států

### Československo a Česko
Historie stanného práva v českých zemích sahá až do období středověku, konkrétně do poloviny 14. století, kdy se v právních textech objevuje pod označením „stanné právo“ či německy „erstandenes Recht“. Tento institut však neměl trestněprávní povahu, nýbrž představoval specifickou procesní sankci v rámci civilního soudního řízení. Jednalo se o právo, které svědčilo ve prospěch žalobce v případě, že se žalovaný bez řádné omluvy nedostavil k soudu. Po zahájení soudu byla totiž každá strana sporu dotazována, zda „stojí na svém právu“, tedy zda je přítomna; po třetím marném vyvolání spor prohrála a soud vydal kontumační rozsudek pro zmeškání, tedy ve prospěch žalobce. Tato forma stanného práva se vztahovala rovněž na situace, kdy žalovaný ve stanovené lhůtě nepodal písemnou odpověď na žalobu doručenou soudem. V takovém případě bylo možné vydat rozsudek bez dalšího projednávání věci, pokud žalovaný nedoložil omluvitelné důvody své nečinnosti nebo nepřítomnosti. Důvody byly posuzovány individuálně podle konkrétních okolností případu. Obnovené zřízení zemské z poloviny 17. století, v němž se objevují poslední zmínky o tomto původním staročeském pojetí stanného práva, uvádí například službu králi na cizím území jako legitimní omluvu nepřítomnosti.

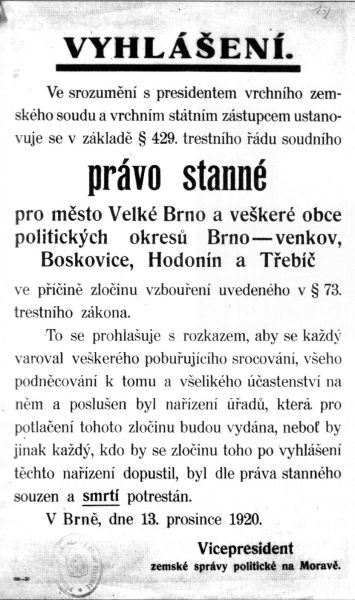
Vyhlášení stanného práva v Brně v prosinci 1920 navazující na generální stávku

Později se označení přeneslo na mimořádný institut trestního práva, vojenského nebo civilního charakteru, který umožňoval vládě a státním orgánům (vojsku, policii, soudům) provádět mimořádná opatření, zejména ve zrychleném režimu odsuzovat k smrti a popravovat. Novější význam patrně vznikl vlivem německého termínu Standrecht, tj. „právo vykonané na místě“.  V různých podobách tento institut existoval v Habsburské monarchii, v Rakousku-Uhersku a v Československu. V Čechách bylo stanné právo vyhlášeno např. 14. srpna 1917 v Plzni kvůli pouličním nepokojům v důsledku hladu asi 3 měsíce po bolevecké katastrofě (zrušeno za 14 dnů), v roce 1938 během národnostních nepokojů v převážně německy mluvících regionech, či po příchodu Reinharda Heydricha do protektorátu od 28. září 1941 do 20. ledna 1942 a znovu po atentátu na něj ve dnech 27. května – 3. července 1942 (heydrichiády). Institut stanného práva byl v Česku definitivně zrušen zákonem č. 178/1990 Sb., kterým byla vypuštěna příslušná část (§ 307–314) trestního řádu (zákona č. 141/1961 Sb.), podle níž mj. muselo být celé řízení skončeno nejpozději do 72 hodin od té doby, kdy byl obžalovaný postaven před soud; proti rozsudku nebylo odvolání přípustné a trest smrti měl být vykonán od tří do dvanácti hodin po jeho vyhlášení.

### Jižní Korea
Právní úprava stanného práva (korejsky 계엄, kjeom) v Jižní Koreji je zakotvena v zákoně který stanoví podmínky pro vyhlášení, provádění a zrušení stanného práva. Podle zákona se stanné právo rozlišuje na dva typy: mimořádné stanné právo a ochranné stanné právo.
- Mimořádné stanné právo může vyhlásit prezident v době války, ozbrojeného incidentu nebo jiné obdobné mimořádné situace, pokud dojde k válečnému stavu nebo k vážnému narušení veřejného pořádku, které podstatně brání výkonu správních a soudních funkcí státu.
- Ochranné stanné právo lze vyhlásit v obdobných situacích, pokud je veřejný pořádek natolik narušen, že civilní správa není schopna zajistit bezpečnost a veřejný klid.

Prezident má pravomoc měnit typ stanného práva, oblast jeho působnosti nebo jmenovat nového velitele stanného práva. Vyhlášení nebo změna stanného práva podléhá projednání ve Státní radě. Návrh na vyhlášení může prezidentovi prostřednictvím premiéra podat ministr obrany nebo ministr vnitra a bezpečnosti. Po vyhlášení stanného práva je prezident povinen bezodkladně oznámit důvod, typ, datum, oblast působnosti a jméno velitele stanného práva, a rovněž neprodleně informovat Národní shromáždění. Pokud Národní shromáždění nezasedá, prezident musí požádat o jeho svolání. Velitel stanného práva je jmenován prezidentem na návrh ministra obrany z řad generálů v činné službě. Pro výkon jeho pravomocí se zřizuje velitelství stanného práva.
K vyhlášení stanného práva došlo například při povstání v Kwangdžu roku 1980 nebo při politické krizi roku 2024.

### USA

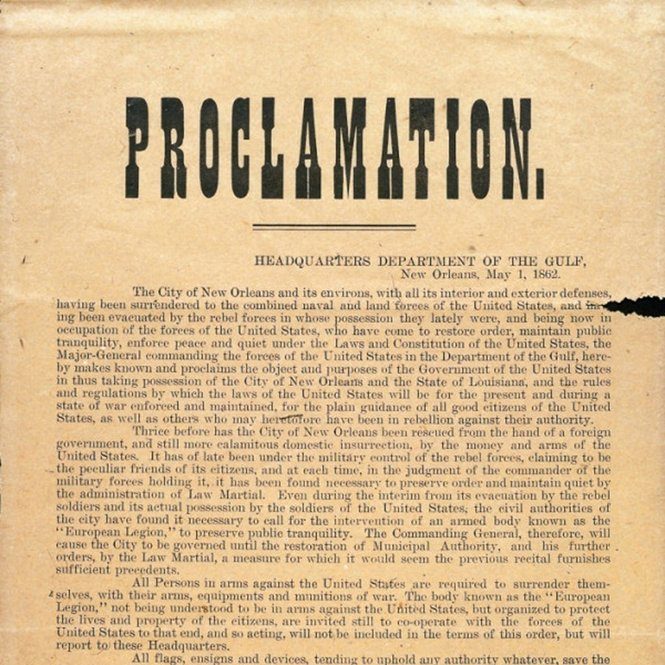
Proklamace zavádějící stanné právo v New Orleans v průběhu americké občanské války, 1. května 1862

Stanné právo je součástí právního systému USA, přestože Ústava a judikatura Nejvyššího soudu se tomuto tématu věnuje jen okrajově a samotný termín martial law nemá pevnou zákonnou definici. V obecném významu označuje opatření, které v mimořádné situaci umožňuje ozbrojeným silám nahradit civilní orgány moci a vykonávat správu nad obyvatelstvem v určité oblasti. V takovém případě vymáhají právo vojáci namísto místní policie, o zásadních opatřeních rozhodují vojenští velitelé místo volených představitelů a osoby obviněné z trestné činnosti jsou souzeny vojenskými tribunály namísto běžných civilních soudů. V historii USA bylo toto opatření vyhlášeno v desítkách případů na státní i federální úrovni. Poprvé bylo stanné právo vyhlášeno v prosinci roku 1814 generálem Andrewem Jacksonem v průběhu britsko-americké války a vztahovalo se pouze na území města New Orelans. Rozsudkem v případu Luther v. Borden (1849) Nejvyšší soud uznal legalitu stanného práva vyhlášeného k potlačení povstání na Rhode Islandu.
Důležitým aspektem stanného práva je omezení nezávislosti soudní moci spočívající v možnosti věznění bez soudu a souzení civilistů vojenskými soudy. Ochranu před vězněním bez soudu poskytuje právo zvané habeas corpus, jehož platnost může podle osmého oddílu prvního článku ústavy zrušit pouze Kongres, a to pouze v případě, že to vyžaduje veřejná bezpečnost v případě povstání nebo nepřátelského vpádu. V roce 1861 v průběhu občanské války prezident Lincoln rozhodl o zrušení platnosti tohoto práva bez souhlasu Kongresu s odvoláním na mimořádnou situaci. Toto rozhodnutí bylo později zrušeno rozsudkem v případu Ex Parte Merryman (1861), který potvrdil, že se jedná o pravomoc Kongresu. Lincoln však toto rozhodnutí ignoroval a proklamací č. 94 z roku 1862 jeho působnost rozšířil. Roku 1863 Kongres přijal zákon, kterým tento krok legalizoval a pravomoc delegoval na prezidenta. Rozsudek v případě Ex parte Milligan (1866) stanovil, že rozšíření pravomocí vojenských soudů na civilisty je možné pouze v případě, že civilní soudy jsou zcela nefunkční.
Stanné právo je rovněž upraveno ve vnitřních předpisech ozbrojených sil:
- Lieberův kodex z roku 1863 stanovoval, že jde o mimořádný právní režim, který vzniká automaticky obsazením území nepřátelskou armádou, a to bez ohledu na formální vyhlášení, a který nahrazuje civilní správu a právní řád vojenskou autoritou. Během stanného práva může vojenské velení omezit platnost trestního i civilního práva, převzít správní činnost a stanovit obecně závazná pravidla. Tento režim se má vztahovat jak na osoby, tak na majetek – bez ohledu na občanství. Hlavním účelem stanného práva má být zachování veřejného pořádku a zajištění výběru daní, spolu s bezpečností okupačních sil.[21]
- Příručka Námořní pěchoty Small wars manual z roku 1940 uvádí stanné právo (martial law) společně s vojenskou vládou (military government) jako jeden z typů mimořádné vojenské správy. Stanné právo je zde popsáno jako forma vojenské moci, kterou vyhlašuje Kongres (nebo dočasně prezident v případech, kdy nelze rozhodnutí Kongresu vyčkat, a to při ospravedlnitelném nebo omluvitelném ohrožení) v době povstání, invaze nebo občanské či cizí války na území či v oblastech, kde běžné právo již nedokáže dostatečně zajistit veřejnou bezpečnost a ochranu soukromých práv. Rozdíl mezi stanným právem a vojenskou vládou spočívá v tom, že subjektem stanného práva jsou obyvatelé vlastního státu a jde o vojenskou pravomoc uplatňovanou na vlastním území; naproti tomu vojenská vláda představuje správu obsazeného území a subjektem vojenské správy jsou obyvatelé nepřátelského území.[22]